# Razès
 Razès  (en occitano Rasès) es una localidad y comuna de Francia, en la región de Lemosín, departamento de Alto Vienne, en el distrito de Bellac y cantón de Bessines-sur-Gartempe.
Su población en el censo de 2008 era de 1099 habitantes.
Está integrada en la Communauté de communes Porte d'Occitanie.

## Demografía
| 1206 | 1079 | 918 | 874 | 919 | 997 | 1099 |
| Para los censos de 1962 a 1999 la población legal corresponde a la población sin duplicidades (Fuente: INSEE [Consultar]) |      |     |     |     |     |      |